# Syd Matters
Syd Matters es un grupo musical francés formado por el músico Jonathan Morali, Jean-Yves Lozac'h, Olivier Marguerit, Remi Alexandre y Clemente Carle. El nombre Syd Matters es un juego de palabras homenaje a Pink Floyd y dos de sus integrantes: Syd Barrett y Roger Waters. 
Las canciones de Syd Matters han aparecido en varias películas y series de televisión, tales como Upside Down o The O. C., al igual que videojuegos, como Life Is Strange (2015).

## Discografía

### Álbumes
- A Whisper and a Sigh (2003)
- Someday We Will Foresee Obstacles (2005)
- La Question humaine (2007)
- Ghost Days (2008)
- Brotherocean (2010)
- Fever in Winter, Shiver in June (2015)

### EP
- End & Start Again (2002)
- Fever in Winter, Shiver in June (2002)
- Everything Else (2007)
- Hi Life (2010)